# Tjuvkällan
Tjuvkällan este o arie protejată (arie specială de conservare — SAC, sit de importanță comunitară — SCI) din Suedia întinsă pe o suprafață de 2,4 ha, integral pe uscat.

## Localizare
Centrul sitului Tjuvkällan este situat la coordonatele 60°20′50″N 17°28′10″E / 60.3473°N 17.4694°E.

## Înființare
Situl Tjuvkällan a fost declarat sit de importanță comunitară în iunie 2001 pentru a proteja un număr necunoscut de specii din flora spontană și fauna sălbatică aflate în arealul zonei. Situl a fost protejat și ca arie specială de conservare în martie 2011.

## Biodiversitate
Situată în ecoregiunea boreală, aria protejată conține 1 habitat natural: Izvoare fino-scandinave și mlaștini produse de izvoare bogate în minerale.
La baza desemnării sitului se află un număr nedeclarat de specii protejate.